# Subcerobertina
Subcerobertina es un género de foraminífero bentónico considerado un sinónimo posterior de Alliatinella de la subfamilia Alliatininae, de la familia Robertinidae, de la superfamilia Robertinoidea, del suborden Robertinina y del orden Robertinida. Su especie tipo era Subcerobertina simplissima. Su rango cronoestratigráfico abarcaba el Holoceno.

## Clasificación
Subcerobertina incluye a las siguientes especies:
- Subcerobertina bikiniensis
- Subcerobertina simplissima
- Subcerobertina taguscovensis